# Commonwealth Games 2010/Badminton (Herrendoppel)
Badminton wurde bei den Commonwealth Games 2010 im Siri Fort Sports Complex und Saket Sports Complex in Neu-Delhi gespielt. Die Wettkämpfe fanden vom 4. bis 14. Oktober 2010 statt. Es wurden fünf Einzelwettbewerbe und ein Mannschaftswettbewerb ausgetragen. Folgend die Ergebnisse im Herrendoppel.

## Austragungsort
- Siri Fort Sports Complex: 5 Spielfelder und 3 Aufwärmfelder

## Teilnehmer
Glenn Warfe,  Jeff Tho,  Raj Veeran,  Ross Smith,  Dakeil Thorpe,  Nicholas Reifer,  Jon Vandervet,  Toby Ng,  Anthony Clark,  Nathan Robertson,  Doug Clark,  Michael Brownlee,  Daniel Sam,  Solomon Mensah Nyarko,  Rupesh Kumar,  Sanave Thomas,  Joshua Green,  Matthew John Wilkinson,  Charles Pyne,  Gareth Henry,  Garron Palmer,  Kashif Ramon Bernard,  Patrick Ruto,  Victor Munga Odera,  Tan Boon Heong,  Chan Peng Soon,  Koo Kien Keat,  Muhammad Hafiz Hashim,  Hussain Zayan Shaheed Zaki,  Nasheeu Sharafuddeen,  Nashfan Mohamed,  Mohamed Sarim,  Sahir Edoo,  Stephan Beeharry,  Ibraimo Mussagy,  Zulficar Mussagy,  Henry Tam,  Oliver Leydon-Davis,  Ola Fagbemi,  Edicha Ocholi,  Jinkan Ifraimu,  Joseph Abah Eneojo,  Matthew Gleave,  Tony Stephenson,  Paul van Rietvelde,  Watson Briggs,  Georgie Cupidon,  Steve Malcouzane,  Chayut Triyachart,  Hendra Wijaya,  Hendri Kurniawan Saputra,  Derek Wong Zi Liang,  Dinuka Karunaratne,  Niluka Karunaratne,  Abraham Wogute,  Brian Ssunna,  Edwin Ekiring,  Wilson Tukire,  James Phillips,  Joe Morgan,  Eli Mambwe,  Juma Muwowo

## Vorrunde
- Joe Morgan /  James Phillips- Kashif Bernerd /  Charles Pyne: 21-9 / 21-12
- Dakeil Thorpe /  Nicholas Reifer- Nashfan Mohamed /  Nasheeu Sharafuddeen: 21-12 / 18-21 / 21-19
- Oliver Leydon-Davis /  Henry Tam- Raj Veeran /  Jeff Tho: 24-26 / 21-14 / 21-19
- Hendri Kurniawan Saputra /  Hendra Wijaya- Matthew Gleave /  Tony Stephenson: 21-9 / 21-5
- Josh Green /  Matthew John Wilkinson- Solomon Mensah Nyarko /  Daniel Sam: 21-14 / 18-21 / 21-18
- Stephan Beeharry /  Sahir Edoo- Brian Ssunna /  Wilson Tukire: 21-16 / 21-10
- Watson Briggs /  Paul van Rietvelde- Ola Fagbemi /  Jinkan Ifraimu: 23-21 / 16-21 / 21-16
- Chayut Triyachart /  Derek Wong Zi Liang- Doug Clark /  Michael Brownlee: 21-7 / 21-6
- Edwin Ekiring /  Abraham Wogute- Georgie Cupidon /  Steve Malcouzane: 15-21 / 21-19 / 21-18
- Rupesh Kumar /  Sanave Thomas- Joseph Abah Eneojo /  Edicha Ocholi: 21-13 / 21-5
- Ross Smith /  Glenn Warfe- Patrick Ruto /  Victor Munga Odera: 21-6 / 21-11
- Chan Peng Soon /  Muhammad Hafiz Hashim- Hussein Zayan Shaheed /  Mohamed Sarim: 21-4 / 21-8
- Toby Ng /  Jon Vandervet- Dinuka Karunaratne /  Niluka Karunaratne: 19-21 / 21-13 / 21-16
- Anthony Clark /  Nathan Robertson- Eli Mambwe /  Juma Muwowo: 21-8 / 21-12
- Gareth Henry /  Garron Palmer- Ibraimo Mussagy /  Zulficar Mussagy: w.o.
- Koo Kien Keat /  Tan Boon Heong- Joe Morgan /  James Phillips: 21-11 / 21-18
- Oliver Leydon-Davis /  Henry Tam- Dakeil Thorpe /  Nicholas Reifer: 21-8 / 21-14
- Hendri Kurniawan Saputra /  Hendra Wijaya- Josh Green /  Matthew John Wilkinson: 21-4 / 21-5
- Watson Briggs /  Paul van Rietvelde- Stephan Beeharry /  Sahir Edoo: 21-9 / 21-9
- Chayut Triyachart /  Derek Wong Zi Liang- Edwin Ekiring /  Abraham Wogute: 21-8 / 21-8
- Rupesh Kumar /  Sanave Thomas- Gareth Henry /  Garron Palmer: 21-11 / 21-7
- Chan Peng Soon /  Muhammad Hafiz Hashim- Ross Smith /  Glenn Warfe: 21-18 / 21-12

## Endrunde
|  | Viertelfinale | Viertelfinale                         | Viertelfinale                          | Viertelfinale | Viertelfinale |                                        |                                       | Halbfinale | Halbfinale       | Halbfinale       | Halbfinale       | Halbfinale       |                  |   | Finale                       | Finale                                 | Finale | Finale | Finale |
|  |               |                                       |                                        |               |               |                                        |                                       |            |                  |                  |                  |                  |                  |   |                              |                                        |        |        |        |
|  | 1             | Koo Kien Keat Tan Boon Heong          | 21                                     | 21            |               |                                        |                                       |            |                  |                  |                  |                  |                  |   |                              |                                        |        |        |        |
|  |               | Oliver Leydon-Davis Henry Tam         | 16                                     | 13            |               |                                        |                                       |            |                  |                  |                  |                  |                  |   |                              |                                        |        |        |        |
|  |               | Oliver Leydon-Davis Henry Tam         | 16                                     | 13            | 1             | Koo Kien Keat Tan Boon Heong           | 21                                    | 21         |                  |                  |                  |                  |                  |   |                              |                                        |        |        |        |
|  |               |                                       |                                        |               |               | Koo Kien Keat Tan Boon Heong           | 21                                    | 21         |                  |                  |                  |                  |                  |   |                              |                                        |        |        |        |
|  |               | 4                                     | Hendri Kurniawan Saputra Hendra Wijaya | 11            | 8             |                                        |                                       |            |                  |                  |                  |                  |                  |   |                              |                                        |        |        |        |
|  | 4             | 4                                     | Hendri Kurniawan Saputra Hendra Wijaya | 11            | 8             | Hendri Kurniawan Saputra Hendra Wijaya | 21                                    | 22         |                  |                  |                  |                  |                  |   |                              |                                        |        |        |        |
|  | 4             |                                       |                                        |               |               |                                        |                                       | 22         |                  |                  |                  |                  |                  |   |                              |                                        |        |        |        |
|  |               | Watson Briggs Paul van Rietvelde      | 11                                     | 20            |               |                                        |                                       |            |                  |                  |                  |                  |                  |   |                              |                                        |        |        |        |
|  |               |                                       |                                        |               |               |                                        |                                       |            |                  |                  |                  |                  |                  | 1 | Koo Kien Keat Tan Boon Heong | 21                                     | 21     |        |        |
|  |               | 2                                     | Anthony Clark Nathan Robertson         | 19            | 14            |                                        |                                       |            |                  |                  |                  |                  |                  |   |                              |                                        |        |        |        |
|  |               | Chayut Triyachart Derek Wong Zi Liang | 21                                     | 21            |               |                                        |                                       |            |                  |                  |                  |                  |                  |   |                              |                                        |        |        |        |
|  | 3             | Rupesh Kumar Sanave Thomas            | 16                                     | 15            |               |                                        |                                       |            |                  |                  |                  |                  |                  |   |                              |                                        |        |        |        |
|  | 3             | Rupesh Kumar Sanave Thomas            | 16                                     | 15            |               |                                        | Chayut Triyachart Derek Wong Zi Liang | 10         | 21               | 14               |                  |                  |                  |   |                              |                                        |        |        |        |
|  |               |                                       |                                        |               |               |                                        | Chayut Triyachart Derek Wong Zi Liang | 10         | 21               | 14               |                  |                  |                  |   |                              |                                        |        |        |        |
|  |               | 2                                     | Anthony Clark Nathan Robertson         | 21            | 17            | 21                                     |                                       |            | Spiel um Platz 3 | Spiel um Platz 3 | Spiel um Platz 3 | Spiel um Platz 3 | Spiel um Platz 3 |   |                              |                                        |        |        |        |
|  |               | 2                                     | Anthony Clark Nathan Robertson         | 21            | 17            | 21                                     | Chan Peng Soon Muhammad Hafiz Hashim  | 8          | Spiel um Platz 3 | Spiel um Platz 3 | Spiel um Platz 3 | Spiel um Platz 3 | Spiel um Platz 3 | 7 |                              |                                        |        |        |        |
|  |               |                                       |                                        |               |               |                                        |                                       |            |                  |                  |                  |                  |                  | 7 |                              |                                        |        |        |        |
|  | 2             | Anthony Clark Nathan Robertson        | 21                                     | 21            |               |                                        |                                       |            |                  |                  |                  |                  |                  |   | 4                            | Hendri Kurniawan Saputra Hendra Wijaya | 23     | 21     |        |
|  |               |                                       |                                        |               |               |                                        |                                       |            |                  |                  |                  |                  |                  |   |                              | Chayut Triyachart Derek Wong Zi Liang  | 21     | 12     |        |

## Endstand
- 1. Koo Kien Keat / Tan Boon Heong
- 2. Anthony Clark / Nathan Robertson
- 3. Hendri Kurniawan Saputra / Hendra Wijaya
- 4. Chayut Triyachart / Derek Wong Zi Liang
- 5. Oliver Leydon-Davis / Henry Tam
- 5. Chan Peng Soon / Muhammad Hafiz Hashim
- 5. Rupesh Kumar / Sanave Thomas
- 5. Watson Briggs / Paul van Rietvelde
- 9. Edwin Ekiring / Abraham Wogute
- 9. Gareth Henry / Garron Palmer
- 9. Ross Smith / Glenn Warfe
- 9. Toby Ng / Jon Vandervet
- 9. James Phillips / Joe Morgan
- 9. Joshua Green / Matthew John Wilkinson
- 9. Nicholas Reifer / Dakeil Thorpe
- 9. Stephan Beeharry / Sahir Edoo
- 17. Brian Ssunna / Wilson Tukire
- 17. Dinuka Karunaratne / Niluka Karunaratne
- 17. Eli Mambwe / Juma Muwowo
- 17. Joseph Abah Eneojo / Edicha Ocholi
- 17. Georgie Cupidon / Steve Malcouzane
- 17. Ibraimo Mussagy / Zulficar Mussagy
- 17. Jeff Tho / Raj Veeran
- 17. Kashif Ramon Bernard / Charles Pyne
- 17. Matthew Gleave / Tony Stephenson
- 17. Michael Brownlee / Doug Clark
- 17. Nashfan Mohamed / Nasheeu Sharafuddeen
- 17. Ola Fagbemi / Jinkan Ifraimu
- 17. Shaheed Zaki Hussain Zayan / Mohamed Sarim
- 17. Solomon Mensah Nyarko / Daniel Sam
- 17. Victor Munga Odera / Patrick Ruto